# Ado Grenzstein
Ado Grenzstein, írói álneve: A. Piirikivi (Kõksi, 1849. február 5. – Menton, 1916. április 20.) észt költő, újságíró, tanár.

## Élete
Szerény körülmények közt nőtt fel, apja kilencgyermekes földműves volt. Testvére volt a későbbi festőművész Tõnis Grenzstein. 1871 és 1874 közt a Jānis Cimzéről nevezett valgai tanítóképző főiskola hallgatója volt. 1874 és 1876 közt Audruban volt tanár, ezután 1876-ban Tartuban talált szintén tanári állást. 1878-tól 1880-ig Bécsben tanult tovább, ezután rövidebb ideig Szentpéterváron tanárkodott.
Az észt nemzeti ébredés korában az észt nemzettudat szellemében tevékenykedett. A Postimees című lapnál dolgozott, cikkeiben bírálta a balti német földbirtokosok kiváltságait. 1881-ben alapította meg Olevik című újságját, amely Észtország egyik legfontosabb lapja lett. A lap első száma 1881 decemberében jelent meg, 1882-től hetente egyszer, 1905-től hetente kétszer került az olvasókhoz. Megjelenése utolsó két évében, 1914-ben és 1915-ben heti három száma is megjelent. 
1888-ban Grenzstein váratlanul felhagyott az észt nemzeti eszmével, s védelmébe vette az orosz cári hatalom oroszosítási politikáját. Olevik című lapja is az orosz hazafiságot népszerűsítette, különösen az 1890-es években. Grenzstein túlságosan gyengének tartotta az észt nemzetiségi oktatás lehetőségeit, s Európa eljövendő erős népének Oroszországot látta. Ugyanekkor erősen bírálta a német hagyományokat és a német hatás alatt álló művelt észt középosztályt is. 
Grenzstein bel- és külföldi intrikái miatt kiesett Észtország cári kormányzójának kegyeiből, különösen az észt publicista és politikus Jaan Tõnisson került elé, emiatt elhagyta Észtországot. 1901-től előbb Drezdában élt, majd Párizsba költözött. Haláláig aktív újságíró volt. 
A mai Észtországban személyét negatívan értékelik oroszbarát álláspontja miatt. Az észt nemzetállam 1918-as megalakulása megcáfolta személyes hitvallását, mely szerint az észtek beolvadnak az orosz népbe. Későbbi antiszemita és spekulatív-természetfilozófiai írásai teljesen hiteltelenítették az utókor szemében. Mindennek ellenére roppant kreatív ember volt, aki a 19. századi észt szellemi elit kiemelkedő tagjának számított. 1888 előtti munkássága nagyban hozzájárult az észt kulturális öntudathoz, valamint az észt nyelv megújításához és korszerűsítéséhez. Hazafias költészetén Lydia Koidula hatása érezhető, de ismert volt gyermekverseiről is.

## Válogatott munkái
- Esimesed luuletused (1877)
- Saksa keele õpetaja I–III (1877-1880)
- Kooli Laulmise raamat (1878)
- Koolmeistri käsiraamat (1879)
- Eesti Lugemise-raamat I–II (1887-1888)
- Laulud ja salmid (1888)
- Eesti küsimus (1894)
- Kauni keele kaitsemiseks (1899)
- Mõttesalmid (1899)
- Herrenkirche oder Volkskirche (1899)
- Ajaloo album (1910)
- Kodumaa korraldus (1910)
- Pankrott tulemas (1910)
- Tõusikute vastu (1911)
- Juudi küsimus (1912)
- Die Organisation der Natur. Naturphilosophische Betrachtungen mit neuen Ein- und Ausblicken (1913)

## Fordítás
- Ez a szócikk részben vagy egészben  az   Ado Grenzstein című német Wikipédia-szócikk ezen változatának fordításán alapul.  Az eredeti cikk szerkesztőit annak laptörténete sorolja fel. Ez a jelzés csupán a megfogalmazás eredetét és a szerzői jogokat jelzi, nem szolgál a cikkben szereplő információk forrásmegjelöléseként.